# Tubarão-cobra
O tubarão-cobra (Chlamydoselachus anguineus) ou tubarão-enguia é uma espécie da família Chlamydoselachidae.
Junto com C. africana, representa as duas últimas espécies viventes dos Chlamydoselachidae.

## Descrição
Esta espécie possui corpo longo, atingindo até dois metros de comprimento. A cabeça do tubarão-cobra é larga e achatada, com focinho curto e arredondado, e olhos moderadamente grandes que não possuem membrana nictitante.

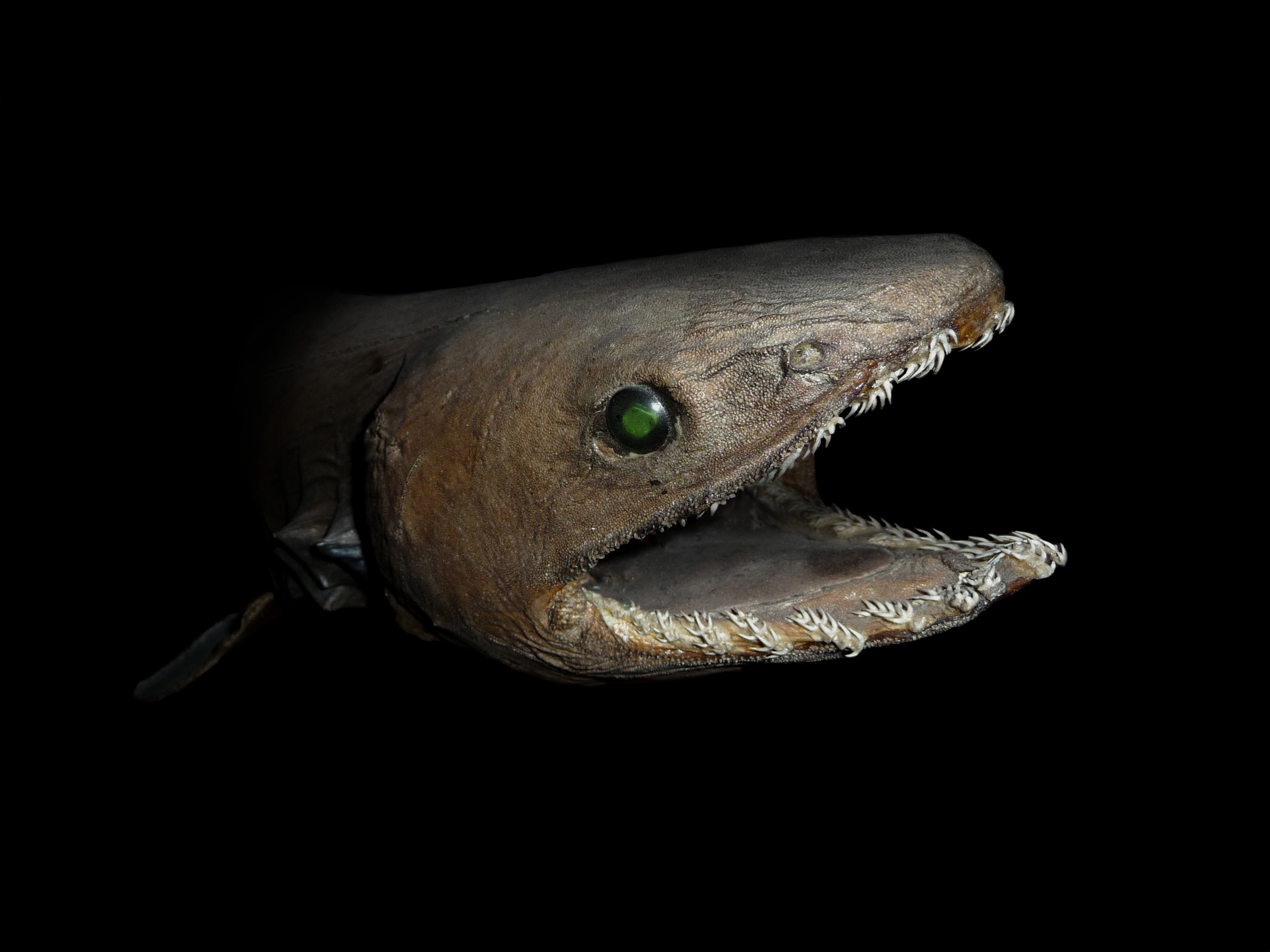
Cabeça do tubarão-cobra

Na boca, contém cerca de 300 dentes em forma de tridente, característicos do grupo. Os tubarões-cobra são capazes de abrir significativamente suas mandíbulas e devorar alimentos consideravelmente maiores do que o seu tamanho.
Apresenta seis pares de longas fendas branquiais; o primeiro par de fendas branquiais forma um colar, enquanto as pontas estendidas dos filamentos branquiais criam um folho.

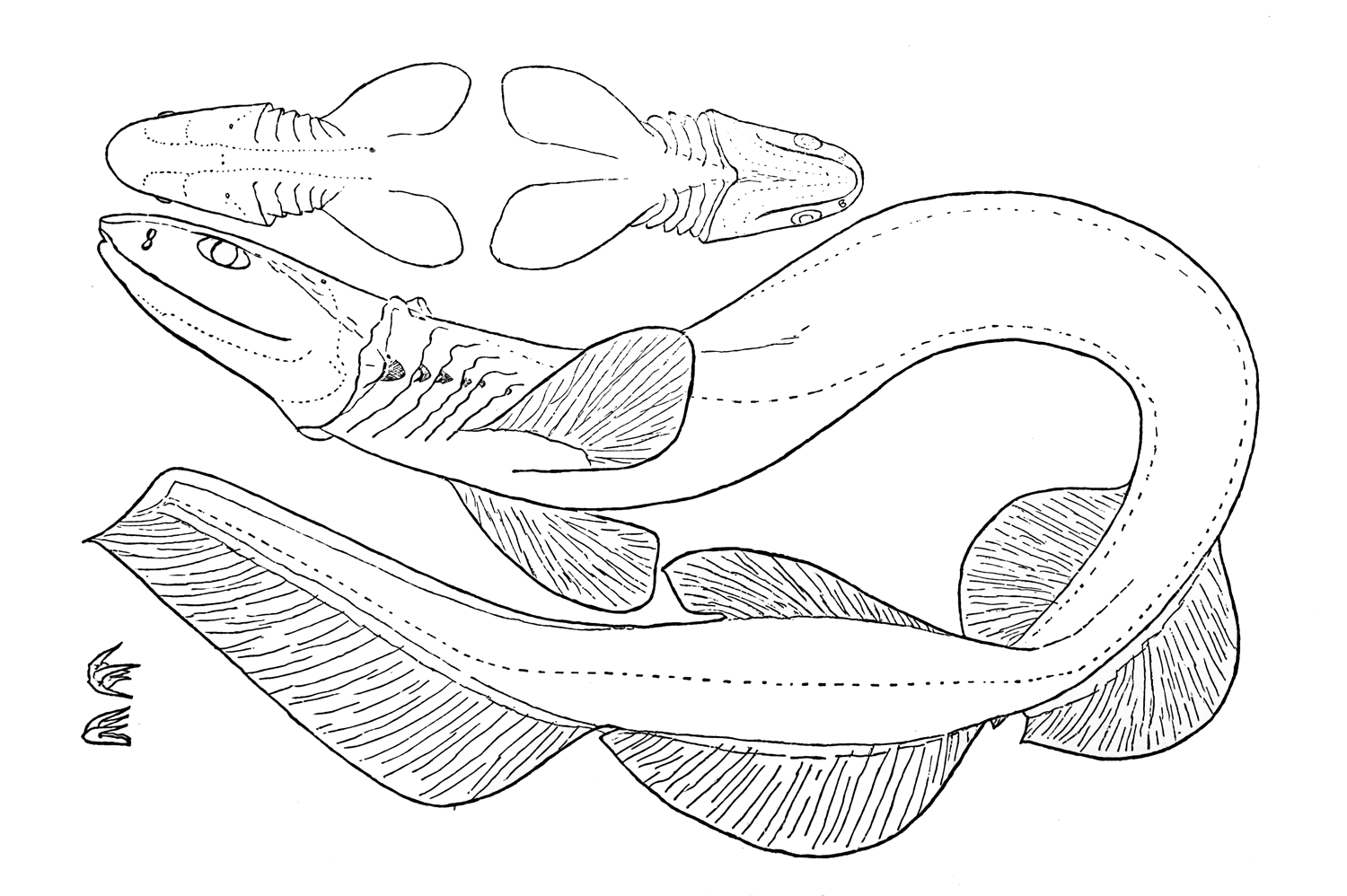
Ilustração da espécie, mostrando o corpo, as visões dorsal e ventral da cabeça e dois dentes em forma de tridente.

As barbatanas peitorais são curtas e arredondadas; a única e pequena barbatana dorsal é arredondada e está posicionada na extremidade do corpo, aproximadamente oposta à barbatana anal. As barbatanas pélvicas e anais são grandes, largas e arredondadas e estão posicionadas na extremidade caudal do corpo. A barbatana caudal é longa e triangular, sem lobo inferior ou incisura ventral no lobo superior.

## Distribuição
O tubarão-cobra tem uma distribuição ampla, mas muito irregular, nos oceanos Atlântico e Pacífico. Habita águas em profundidades que vão desde 50 a 1500 metros, mais comuns nas faixas de 500 a 1000 metros.

## Avistamentos
Um exemplar fêmea foi filmado em 24 de janeiro de 2007 numa rara aparição em águas pouco profundas do litoral do Japão, próximo à cidade de Shizuoka. No entanto, o espécime se encontrava em péssimo estado físico e morreu horas após ser coletado. Em 21 de janeiro de 2015 um exemplar foi capturado por um pescador nas águas de Victória, Austrália.
Em agosto de 2017, um grupo de cientistas capturou acidentalmente um espécie deste tubarão medindo 1,5 metros, perto de Portimão, Portugal. O macho estava numa profundidade de mais de 700 metros. Em 14 de novembro do mesmo ano foi anunciado que o mesmo grupo capturou na mesma região um outro espécie deste tubarão.

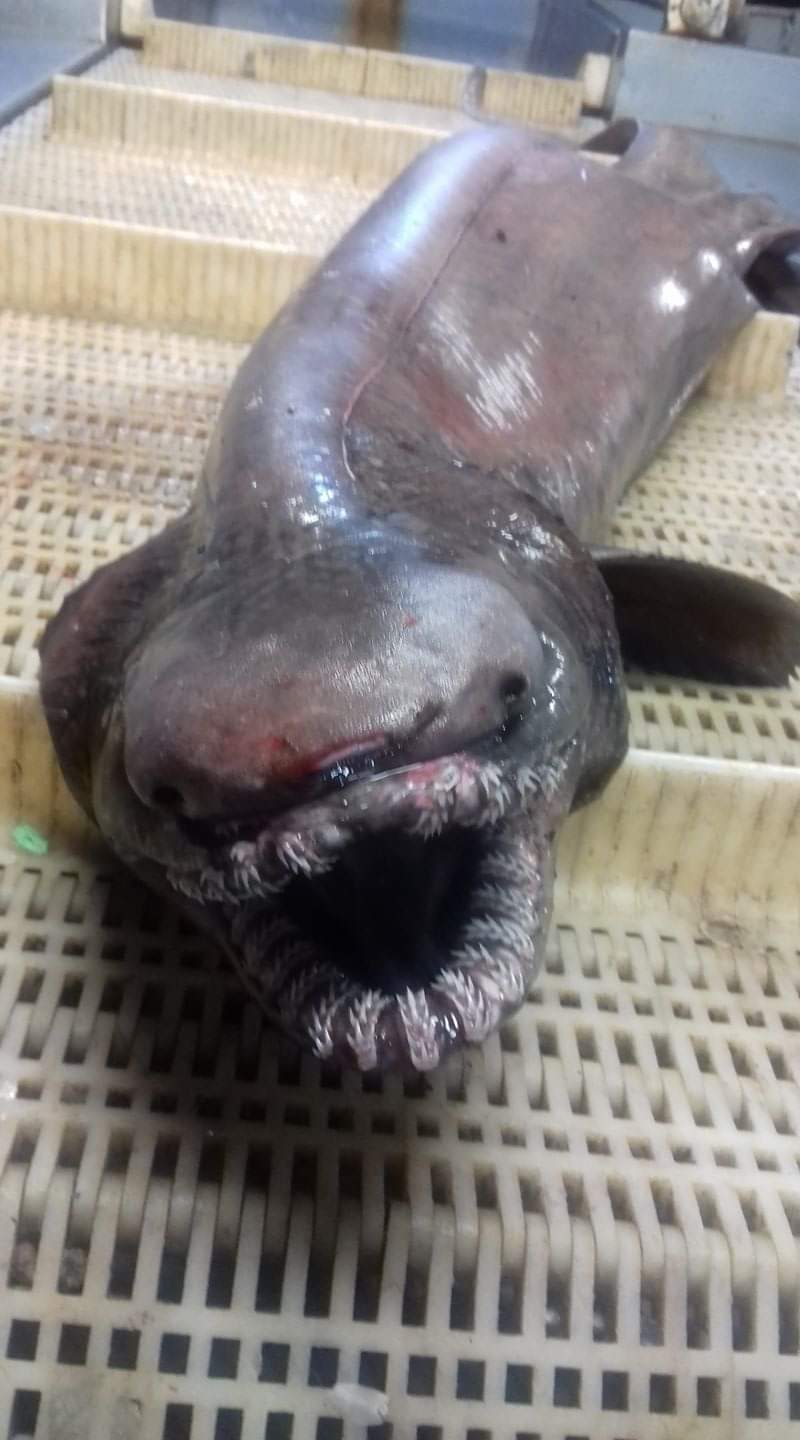
Tubarão cobra de captura acidental em 2017, no Algarve.

Capturado por pescadores, acidentalmente, um exemplar em 2017 no Algarve.

## Conservação
Embora pouco se saiba sobre a sua história de vida, é provável que esta espécie tenha uma resiliência muito baixa à exploração. Este tubarão de águas profundas raramente é encontrado como captura acidental em redes de arrasto de fundo, redes de arrasto de águas médias, espinhel de profundidade e pesca com rede de emalhar de profundidade. 
Ao longo das últimas décadas, a pesca em águas profundas expandiu-se e existe alguma preocupação de que uma expansão contínua, tanto geograficamente como na sua amplitude de profundidade, aumente os níveis de captura acidental desta espécie. No entanto, com base na sua ampla distribuição e no facto de muitos dos países onde esta espécie foi capturada terem uma gestão eficaz e restrições de profundidade à pesca, esta espécie é avaliada como de menor preocupação. 
No entanto, a sua aparente raridade e sensibilidade intrínseca à sobre-exploração significam que as capturas nas pescarias devem ser monitoradas cuidadosamente para garantir que esta espécie não se torne ameaçada num futuro próximo.